# Denemarken op het wereldkampioenschap voetbal 2018
Denemarken is een van de deelnemende landen aan het Wereldkampioenschap voetbal 2018 in Rusland. Het is de vijfde deelname voor het land. Het land werd uitgeschakeld door Kroatië in de achtste finale.

## Kwalificatie

### Kwalificatieduels
|                        |             |       |         |                                                                        |
| 4 september 2016 18:00 | Denemarken  | 1 − 0 | Armenië | Parken, Kopenhagen Toeschouwers: 21.745 Scheidsrechter: Harald Lechner |
| 4 september 2016 18:00 | Eriksen 17' |       |         | Parken, Kopenhagen Toeschouwers: 21.745 Scheidsrechter: Harald Lechner |

|                      |                                  |       |                                |                                                                                  |
| 8 oktober 2016 20:45 | Polen                            | 3 − 2 | Denemarken                     | Nationaal Stadion, Warschau Toeschouwers: 56.811 Scheidsrechter: Gianluca Rocchi |
| 8 oktober 2016 20:45 | Lewandowski 20', 36' (pen.), 47' |       | 49' (e.d.) Glik 69' Y. Poulsen | Nationaal Stadion, Warschau Toeschouwers: 56.811 Scheidsrechter: Gianluca Rocchi |

|                       |            |             |            |                                                                                  |
| 11 oktober 2016 20:45 | Denemarken | 0 − 1       | Montenegro | Parken, Kopenhagen Toeschouwers: 20.582 Scheidsrechter: Alberto Undiano Mallenco |
| 11 oktober 2016 20:45 |            | 33' Bećiraj |            | Parken, Kopenhagen Toeschouwers: 20.582 Scheidsrechter: Alberto Undiano Mallenco |

|                        |                                                      |       |                |                                                                    |
| 11 november 2016 20:45 | Denemarken                                           | 4 − 1 | Kazachstan     | Parken, Kopenhagen Toeschouwers: 18.901 Scheidsrechter: Alon Yefet |
| 11 november 2016 20:45 | Cornelius 15' Eriksen 36' (pen.), 90+2' Ankersen 78' |       | 17' Suyumbayev | Parken, Kopenhagen Toeschouwers: 18.901 Scheidsrechter: Alon Yefet |

|                     |          |       |            |                                                                              |
| 26 maart 2017 20:45 | Roemenië | 0 − 0 | Denemarken | Cluj Arena, Cluj-Napoca Toeschouwers: 26.895 Scheidsrechter: Martin Atkinson |
| 26 maart 2017 20:45 |          |       |            | Cluj Arena, Cluj-Napoca Toeschouwers: 26.895 Scheidsrechter: Martin Atkinson |

|                    |            |       |                                              |                                                                                           |
| 10 juni 2017 18:00 | Kazachstan | 1 − 3 | Denemarken                                   | Almatı Ortalıq Stadionı, Almaty Toeschouwers: 19.065 Scheidsrechter: Vladislav Bezborodov |
| 10 juni 2017 18:00 | Kuat 76'   |       | 27' Jørgensen 51' (pen.) Eriksen 81' Dolberg | Almatı Ortalıq Stadionı, Almaty Toeschouwers: 19.065 Scheidsrechter: Vladislav Bezborodov |

|                        |                                                     |       |       |                                                                       |
| 1 september 2017 20:45 | Denemarken                                          | 4 − 0 | Polen | Parken, Kopenhagen Toeschouwers: 34.505 Scheidsrechter: Milorad Mažić |
| 1 september 2017 20:45 | Delaney 15' Cornelius 42' Jørgensen 59' Eriksen 80' |       |       | Parken, Kopenhagen Toeschouwers: 34.505 Scheidsrechter: Milorad Mažić |

|                        |           |       |                                     |                                                                                              |
| 4 september 2017 18:00 | Armenië   | 1 − 4 | Denemarken                          | Vazgen Sargsyan Republicanstadion, Jerevan Toeschouwers: 5.000 Scheidsrechter: Robert Madden |
| 4 september 2017 18:00 | Koryan 7' |       | 17', 83', 90+4' Delaney 30' Eriksen | Vazgen Sargsyan Republicanstadion, Jerevan Toeschouwers: 5.000 Scheidsrechter: Robert Madden |

|                      |            |             |            |                                                                                  |
| 5 oktober 2017 20:45 | Montenegro | 0 − 1       | Denemarken | Pod Goricomstadion, Podgorica Toeschouwers: 10.779 Scheidsrechter: Björn Kuipers |
| 5 oktober 2017 20:45 |            | 16' Eriksen |            | Pod Goricomstadion, Podgorica Toeschouwers: 10.779 Scheidsrechter: Björn Kuipers |

|                      |                    |       |          |                                                                       |
| 8 oktober 2017 18:00 | Denemarken         | 1 − 1 | Roemenië | Parken, Kopenhagen Toeschouwers: 36.084 Scheidsrechter: Deniz Aytekin |
| 8 oktober 2017 18:00 | Eriksen 61' (pen.) |       | 89' Deac | Parken, Kopenhagen Toeschouwers: 36.084 Scheidsrechter: Deniz Aytekin |

### Eindstand Groep E
| Pos. | Land       | GW | W | G | V | DV | DT | DS  | Ptn |
| ---- | ---------- | -- | - | - | - | -- | -- | --- | --- |
| 1    | Polen      | 10 | 8 | 1 | 1 | 28 | 14 | +14 | 25  |
| 2    | Denemarken | 10 | 6 | 2 | 2 | 20 | 8  | +12 | 20  |
| 3    | Montenegro | 10 | 5 | 1 | 4 | 20 | 12 | +8  | 16  |
| 4    | Roemenië   | 10 | 3 | 4 | 3 | 12 | 10 | +2  | 13  |
| 5    | Armenië    | 10 | 2 | 1 | 7 | 10 | 26 | –16 | 7   |
| 6    | Kazachstan | 10 | 0 | 3 | 7 | 6  | 26 | –20 | 3   |

### Play-offs
|                                                   |            |       |         |                                                                       |
| 11 november 2017 «onderlinge duels» 20:45 (UTC+1) | Denemarken | 0 − 0 | Ierland | Parken, Kopenhagen Toeschouwers: 36.189 Scheidsrechter: Milorad Mažić |
| 11 november 2017 «onderlinge duels» 20:45 (UTC+1) |            |       |         | Parken, Kopenhagen Toeschouwers: 36.189 Scheidsrechter: Milorad Mažić |

|                                                   |          |       |                                                             |                                                                             |
| 14 november 2017 «onderlinge duels» 20:45 (UTC+1) | Ierland  | 1 − 5 | Denemarken                                                  | Aviva Stadium, Dublin Toeschouwers: 51.700 Scheidsrechter: Szymon Marciniak |
| 14 november 2017 «onderlinge duels» 20:45 (UTC+1) | Duffy 7' |       | 30' Christensen 33', 64', 75' Eriksen 90+1' (pen.) Bendtner | Aviva Stadium, Dublin Toeschouwers: 51.700 Scheidsrechter: Szymon Marciniak |

## WK-voorbereiding

### Wedstrijden
|                                                  |                  |       |            |                                                                      |
| 11 januari 2018 «onderlinge duels» 20:45 (UTC+4) | Zweden           | 1 – 0 | Denemarken | Sjeik Zayidstadion, Abu Dhabi (V.A.E.) Scheidsrechter: Antti Munukka |
| 11 januari 2018 «onderlinge duels» 20:45 (UTC+4) | G. Nilsson 90+3' |       |            | Sjeik Zayidstadion, Abu Dhabi (V.A.E.) Scheidsrechter: Antti Munukka |

|                                                |            |       |           |                                                    |
| 22 maart 2018 «onderlinge duels» 20:00 (UTC+1) | Denemarken | 1 – 0 | Panama    | Brøndbystadion, Brøndby Scheidsrechter: Neil Doyle |
| 22 maart 2018 «onderlinge duels» 20:00 (UTC+1) | Sisto 69'  |       | 66' Pérez | Brøndbystadion, Brøndby Scheidsrechter: Neil Doyle |

|                                                |            |       |       |                                                      |
| 27 maart 2018 «onderlinge duels» 20:00 (UTC+2) | Denemarken | 0 – 0 | Chili | Nordjyske Arena, Aalborg Scheidsrechter: John Beaton |
| 27 maart 2018 «onderlinge duels» 20:00 (UTC+2) |            |       |       | Nordjyske Arena, Aalborg Scheidsrechter: John Beaton |

|                                              |        |       |            |                                                                          |
| 2 juni 2018 «onderlinge duels» 19:45 (UTC+2) | Zweden | 0 – 0 | Denemarken | Friends Arena, Solna Toeschouwers: 41.558 Scheidsrechter: Tobias Stieler |
| 2 juni 2018 «onderlinge duels» 19:45 (UTC+2) |        |       |            | Friends Arena, Solna Toeschouwers: 41.558 Scheidsrechter: Tobias Stieler |

|                                              |                         |       |        |                                                                             |
| 9 juni 2018 «onderlinge duels» 21:00 (UTC+2) | Denemarken              | 2 – 0 | Mexico | Brøndbystadion, Brøndby Toeschouwers: 16.376 Scheidsrechter: Kai Erik Steen |
| 9 juni 2018 «onderlinge duels» 21:00 (UTC+2) | Poulsen 71' Eriksen 74' |       |        | Brøndbystadion, Brøndby Toeschouwers: 16.376 Scheidsrechter: Kai Erik Steen |

## Het wereldkampioenschap
Op 1 december 2017 werd er geloot voor de groepsfase van het Wereldkampioenschap voetbal 2018. Denemarken werd samen met Frankrijk, Australië en Peru ondergebracht in groep C, en kreeg daardoor Saransk, Samara en Moskou als speelsteden.

### Selectie en statistieken
| Nr. | Naam                | Geboortedatum | GW |   |   |   |   |   |   | Club                     | Positie(s) |
| --- | ------------------- | ------------- | -- | - | - | - | - | - | - | ------------------------ | ---------- |
| 1   | Kasper Schmeichel   | 05-11-1986    | 4  | 0 | 0 | 0 | 0 | 0 | 0 | Leicester City           | DM         |
| 2   | Michael Krohn-Dehli | 06-06-1983    | 1  | 0 | 0 | 0 | 0 | 1 | 0 | Deportivo La Coruña      | MV         |
| 3   | Jannik Vestergaard  | 03-08-1993    | 0  | 0 | 0 | 0 | 0 | 0 | 0 | Borussia Mönchengladbach | VD         |
| 4   | Simon Kjær          | 26-03-1989    | 4  | 0 | 0 | 0 | 0 | 0 | 0 | Sevilla FC               | VD         |
| 5   | Jonas Knudsen       | 16-09-1992    | 1  | 0 | 0 | 0 | 0 | 0 | 0 | Ipswich Town             | VD         |
| 6   | Andreas Christensen | 10-04-1996    | 4  | 0 | 0 | 0 | 0 | 0 | 2 | Chelsea FC               | VD         |
| 7   | William Kvist       | 24-02-1985    | 1  | 0 | 0 | 0 | 0 | 0 | 1 | FC Kopenhagen            | MV         |
| 8   | Thomas Delaney      | 03-09-1991    | 4  | 0 | 1 | 0 | 0 | 0 | 2 | Werder Bremen            | MV         |
| 9   | Nicolai Jørgensen   | 15-01-1991    | 3  | 0 | 0 | 0 | 0 | 1 | 1 | Feyenoord                | AV         |
| 10  | Christian Eriksen   | 14-02-1992    | 4  | 1 | 0 | 0 | 0 | 0 | 0 | Tottenham Hotspur        | MV         |
| 11  | Martin Braithwaite  | 05-06-1991    | 4  | 0 | 0 | 0 | 0 | 2 | 0 | Girondins de Bordeaux    | AV         |
| 12  | Kasper Dolberg      | 06-10-1997    | 1  | 0 | 0 | 0 | 0 | 1 | 0 | AFC Ajax                 | AV         |
| 13  | Mathias Jørgensen   | 23-04-1990    | 3  | 1 | 2 | 0 | 0 | 1 | 0 | Huddersfield Town        | VD         |
| 14  | Henrik Dalsgaard    | 27-07-1989    | 4  | 0 | 0 | 0 | 0 | 0 | 0 | Brentford FC             | VD         |
| 15  | Viktor Fischer      | 09-06-1994    | 1  | 0 | 0 | 0 | 0 | 1 | 0 | FC Kopenhagen            | AV         |
| 16  | Jonas Lössl         | 01-02-1989    | 0  | 0 | 0 | 0 | 0 | 0 | 0 | Huddersfield Town        | DM         |
| 17  | Jens Stryger Larsen | 21-02-1991    | 3  | 0 | 0 | 0 | 0 | 0 | 0 | Udinese                  | VD         |
| 18  | Lukas Lerager       | 12-07-1993    | 1  | 0 | 0 | 0 | 0 | 1 | 0 | Girondins de Bordeaux    | MV         |
| 19  | Lasse Schöne        | 27-05-1986    | 3  | 0 | 0 | 0 | 0 | 2 | 0 | AFC Ajax                 | MV         |
| 20  | Yussuf Poulsen      | 15-06-1994    | 3  | 1 | 2 | 0 | 0 | 0 | 1 | RB Leipzig               | AV         |
| 21  | Andreas Cornelius   | 16-03-1993    | 3  | 0 | 0 | 0 | 0 | 1 | 2 | Atalanta Bergamo         | AV         |
| 22  | Frederik Rønnow     | 04-08-1992    | 0  | 0 | 0 | 0 | 0 | 0 | 0 | Brøndby IF               | DM         |
| 23  | Pione Sisto         | 04-02-1995    | 3  | 0 | 1 | 0 | 0 | 0 | 2 | Celta de Vigo            | AV         |

### Wedstrijden

#### Groepsfase
| Nr. | Land       | GW | W | G | V | DV | DT | DS | Ptn |
| --- | ---------- | -- | - | - | - | -- | -- | -- | --- |
| 1   | Frankrijk  | 3  | 2 | 1 | 0 | 3  | 1  | +2 | 7   |
| 2   | Denemarken | 3  | 1 | 2 | 0 | 2  | 1  | +1 | 5   |
| 3   | Peru       | 3  | 1 | 0 | 2 | 2  | 2  | 0  | 3   |
| 4   | Australië  | 3  | 0 | 1 | 2 | 2  | 5  | −3 | 1   |

|                                               |      |             |            |                                                                             |
| 16 juni 2018 «onderlinge duels» 19:00 (UTC+3) | Peru | 0 – 1       | Denemarken | Mordovia Arena, Saransk Toeschouwers: 40.052 Scheidsrechter: Bakary Gassama |
| 16 juni 2018 «onderlinge duels» 19:00 (UTC+3) |      | 59' Poulsen |            | Mordovia Arena, Saransk Toeschouwers: 40.052 Scheidsrechter: Bakary Gassama |

|                                               |            |       |                    |                                                                               |
| 21 juni 2018 «onderlinge duels» 19:00 (UTC+4) | Denemarken | 1 – 1 | Australië          | Cosmos Arena, Samara Toeschouwers: 40.727 Scheidsrechter: Antonio Mateu Lahoz |
| 21 juni 2018 «onderlinge duels» 19:00 (UTC+4) | Eriksen 7' |       | 38' (pen.) Jedinak | Cosmos Arena, Samara Toeschouwers: 40.727 Scheidsrechter: Antonio Mateu Lahoz |

|                                               |            |       |           |                                                                                       |
| 26 juni 2018 «onderlinge duels» 17:00 (UTC+3) | Denemarken | 0 – 0 | Frankrijk | Olympisch Stadion Loezjniki, Moskou Toeschouwers: 78.011 Scheidsrechter: Sandro Ricci |
| 26 juni 2018 «onderlinge duels» 17:00 (UTC+3) |            |       |           | Olympisch Stadion Loezjniki, Moskou Toeschouwers: 78.011 Scheidsrechter: Sandro Ricci |

#### Achtste finale
|                                              |                                        |              |                                               |                                                                                    |
| 1 juli 2018 «onderlinge duels» 21:00 (UTC+3) | Kroatië                                | 1 – 1 (n.v.) | Denemarken                                    | Strelkastadion, Nizjni Novgorod Toeschouwers: 40.851 Scheidsrechter: Néstor Pitana |
| 1 juli 2018 «onderlinge duels» 21:00 (UTC+3) | Mandžukić 4'                           |              | 1' M. Jørgensen                               | Strelkastadion, Nizjni Novgorod Toeschouwers: 40.851 Scheidsrechter: Néstor Pitana |
| 1 juli 2018 «onderlinge duels» 21:00 (UTC+3) | Strafschoppen                          |              |                                               | Strelkastadion, Nizjni Novgorod Toeschouwers: 40.851 Scheidsrechter: Néstor Pitana |
| 1 juli 2018 «onderlinge duels» 21:00 (UTC+3) | Badelj Kramarić Modrić Pivarić Rakitić | 3 – 2        | Eriksen Kjaer Krohn-Dehli Schöne N. Jørgensen | Strelkastadion, Nizjni Novgorod Toeschouwers: 40.851 Scheidsrechter: Néstor Pitana |

DBU · A-internationals · Selecties · Bondscoaches · Deens vrouwenelftal · Olympisch elftal · Denemarken U21 · Denemarken U20 · Denemarken U19 · Denemarken U18 · Denemarken U17 · Denemarken U16 · Vrouwen U17
1908 – 1919 ·
1920 – 1929 ·
1930 – 1939 ·
1940 – 1949 ·
1950 – 1959 ·
1960 – 1969 ·
1970 – 1979 ·
1980 – 1989 ·
1990 – 1999 ·
2000 – 2009 ·
2010 – 2019 ·
2020 − 2029
EK's: 1964 · 
1984 · 
1988 · 
1992 · 
1996 · 
2000 · 
2004 · 
2012 · 
2020 · 
2024
WK's: 1986 · 
1998 · 
2002 · 
2010 · 
2018 · 
2022
OS: 1908 · 
1912 · 
1920 · 
1948 · 
1952 · 
1960 · 
1972 · 
1992 · 
2016
1908 · 
1909 · 
1910 · 
1911 · 
1912 · 
1913 · 
1914 · 
1915 · 
1916 · 
1917 · 
1918 · 
1919 · 
1920 · 
1921 · 
1922 · 
1923 · 
1924 · 
1925 · 
1926 · 
1927 · 
1928 · 
1929 · 
1930 · 
1931 · 
1932 · 
1933 · 
1934 · 
1935 · 
1936 · 
1937 · 
1938 · 
1939 · 
1940 · 
1941 · 
1942 · 
1943 · 
1944 · 
1946 · 
1947 · 
1948 · 
1949 · 
1950 · 
1952 · 
1952 · 
1953 · 
1954 · 
1955 · 
1956 · 
1957 · 
1958 · 
1959 · 
1960 · 
1961 · 
1962 · 
1963 · 
1964 · 
1965 · 
1966 · 
1967 · 
1968 · 
1969 · 
1970 · 
1971 · 
1972 · 
1973 · 
1974 · 
1975 · 
1976 · 
1977 · 
1978 · 
1979 · 
1980 · 
1981 · 
1982 · 
1983 · 
1984 · 
1985 · 
1986 · 
1987 · 
1988 · 
1989 · 
1990 ·
1991 · 
1992 · 
1993 · 
1994 · 
1995 · 
1996 · 
1997 · 
1998 · 
1999 · 
2000 · 
2001 · 
2002 · 
2003 · 
2004 · 
2005 · 
2006 · 
2007 · 
2008 · 
2009 · 
2010 · 
2011 · 
2012 · 
2013 · 
2014 · 
2015 · 
2016 · 
2017 · 
2018 ·
2019 ·
2020 ·
2021 ·
2022 ·
2023
Albanië ·
Algerije ·
Argentinië ·
Armenië ·
Australië ·
België ·
Bermuda ·
Bosnië en Herzegovina · 
Brazilië ·
Bulgarije ·
Canada ·
Chili ·
Cyprus ·
DDR ·
Duitsland ·
Ecuador ·
Egypte ·
Engeland ·
Estland ·
Faeröer · 
Finland · 
Frankrijk ·
Gambia ·
Georgië ·
Ghana ·
Gibraltar ·
GOS ·
Griekenland ·
Honduras ·
Hongarije ·
Hongkong ·
Ierland ·
IJsland ·
Indonesië ·
Iran ·
Israël ·
Italië ·
Japan ·
Joegoslavië ·
Kameroen ·
Kazachstan ·
Kosovo · 
Kroatië · 
Letland ·
Liechtenstein ·
Litouwen ·
Luxemburg ·
Malta ·
Marokko ·
Mexico ·
Moldavië · 
Montenegro · 
Nederland ·
Nederlandse Antillen ·
Nigeria ·
Noord-Ierland ·
Noord-Macedonië ·
Noorwegen ·
Oekraïne ·
Oostenrijk ·
Panama ·
Paraguay ·
Peru ·
Polen ·
Portugal ·
Roemenië ·
Rusland ·
San Marino ·
Saoedi-Arabië ·
Schotland ·
Senegal ·
Servië ·
Singapore ·
Slovenië ·
Slowakije ·
Sovjet-Unie ·
Spanje ·
Suriname ·
Thailand ·
Togo · 
Tsjechië ·
Tsjecho-Slowakije ·
Tunesië · 
Turkije · 
Uruguay ·
Verenigde Arabische Emiraten ·
Verenigde Staten ·
Wales ·
Wit-Rusland ·
Zuid-Afrika ·
Zuid-Korea ·
Zweden ·
Zwitserland
Argentinië (1995) · 
Australië (2018) ·
Australië (2022) · 
België (2021) · 
Duitsland (1992) · 
Duitsland (2012) · 
Engeland (2021) · 
Finland (2021) · 
Frankrijk (2002) · 
Frankrijk (2018) · 
Japan (2010) · 
Kameroen (2010) · 
Kroatië (2018) · 
Nederland (2010) · 
Nederland (2012) · 
Peru (2018) · 
Portugal (2012) · 
Rusland (2021) · 
Senegal (2002) · 
Tsjechië (2021) · 
Uruguay (2002) · 
Wales (2021)
1 Schmeichel ·
2 Krohn-Dehli ·
3 Vestergaard ·
4 Kjær  ·
5 Knudsen ·
6 Christensen ·
7 Kvist ·
8 Delaney ·
9 Jørgensen ·
10 Eriksen ·
11 Braithwaite ·
12 Dolberg ·
13 Jørgensen ·
14 Dalsgaard ·
15 Fischer ·
16 Lössl ·
17 Larsen ·
18 Lerager ·
19 Schöne ·
20 Poulsen ·
21 Cornelius ·
22 Rønnow ·
23 Sisto ·
Coach: Hareide